# Liste der denkmalgeschützten Objekte in Chyžné
Die Liste der denkmalgeschützten Objekte in Chyžné enthält die neun nach slowakischen Denkmalschutzvorschriften geschützten Objekte in der Gemeinde Chyžné im Okres Revúca.

## Denkmäler
| Foto |                 | Denkmal / č. ÚZPF                           | Standort / Konskr. Nr.                  | Offizielle Beschreibung                          | Beschreibung                                                                | Metadaten                                                             |
| ---- | --------------- | ------------------------------------------- | --------------------------------------- | ------------------------------------------------ | --------------------------------------------------------------------------- | --------------------------------------------------------------------- |
|      | Datei hochladen | Grab(sk) ObjektID: 608-1524/0               | KG: Chyžné Konskr.Nr.:                  | Spišiak,Beracka - ? - 1944                       | des Beracka Spišiak                                                         | č. NKP: 608-1524/0 Stand des NKP: 2012-02-08 Name: HROBY              |
|      | Datei hochladen | Grab und Grabstein(sk) ObjektID: 608-1526/0 | KG: Chyžné Konskr.Nr.:                  | Tomášik Samo - 1813-1887,spisovatel,knaz         | Samo Tomášik, Dichter, Schriftsteller, ev. Pfarrer                          | č. NKP: 608-1526/0 Stand des NKP: 2012-02-08 Name: HROB S NÁHROBNÍKOM |
| BW   | Datei hochladen | Gedenkpfarrei(sk) ObjektID: 608-1525/1      | 51 Standort KG: Chyžné Konskr.Nr.: 51   | ev.a.v. - Samo Tomášik                           | für Samo Tomášik, evangelische Pfarrei                                      | č. NKP: 608-1525/1 Stand des NKP: 2012-02-08 Name: FARA PAMÄTNÁ       |
| BW   | Datei hochladen | Gedenktafel(sk) ObjektID: 608-1525/2        | 51 Standort KG: Chyžné Konskr.Nr.: 51   | Tomášik Samo - 1813-1887,spisovatel,knaz         | für Samo Tomášik                                                            | č. NKP: 608-1525/2 Stand des NKP: 2012-02-08 Name: TABULA PAMÄTNÁ     |
| ja   | Datei hochladen | Kirche(sk) ObjektID: 608-500/0              | 107 Standort KG: Chyžné Konskr.Nr.: 107 | ev.a.v.                                          | evangelische Kirche                                                         | č. NKP: 608-500/0 Stand des NKP: 2012-02-08 Name: KOSTOL              |
| ja   | Datei hochladen | Kirche(sk) ObjektID: 608-501/1              | 115 Standort KG: Chyžné Konskr.Nr.: 115 | r.k.Zvestovania P.M. - stredoveká nástenná malba | römisch-katholische Kirche Verkündigung Mariä, mittelalterliche Wandmalerei | č. NKP: 608-501/1 Stand des NKP: 2012-02-08 Name: KOSTOL              |
| ja   | Datei hochladen | Holzglockenturm(sk) ObjektID: 608-501/2     | 115 Standort KG: Chyžné Konskr.Nr.: 115 | 0                                                |                                                                             | č. NKP: 608-501/2 Stand des NKP: 2012-02-08 Name: ZVONICA DREVENÁ     |
| BW   | Datei hochladen | Schule(sk) ObjektID: 608-501/3              | 114 Standort KG: Chyžné Konskr.Nr.: 114 | Býv.cirkevná škola                               | ehem. Kirchenschule                                                         | č. NKP: 608-501/3 Stand des NKP: 2012-02-08 Name: ŠKOLA               |
| ja   | Datei hochladen | Umfassungsmauer(sk) ObjektID: 608-501/4     | Standort KG: Chyžné Konskr.Nr.:         | kamenný                                          | steinerne                                                                   | č. NKP: 608-501/4 Stand des NKP: 2012-02-08 Name: MÚR OHRADNÝ         |

## Legende
Die Tabelle enthält im Einzelnen folgende Informationen:
| Foto:                    | Fotografie des Denkmals. |
| Denkmal / č. ÚZPF:       | Die Übersetzung der Bezeichnung des Denkmals, wie sie vom Slowakischen Denkmalamt (Pamiatkový úrad Slovenskej republiky) verwendet wird. Die Originalbezeichnung ist unter dem Fragezeichen angegeben. Fehlt die Übersetzung, so wird die Originalbezeichnung direkt angezeigt. Weiters ist die Objekt-Identifikationsnummer (Objekt ID) angeführt. Sie ist die offizielle, in der Slowakei eindeutige Nummer č. ÚZPF inklusive der zugehörigen Zählnummer, wie sie in den Daten des Denkmalamtes angegeben wird. Da diese nur innerhalb eines Landkreises gezählt wird, ist dessen Nummer der Denkmalnummer vorangestellt. |
| Standort:                | Wenn in der Liste vorhanden, ist die Adresse angegeben. In Klammern kann sich noch eine zusätzliche Adresse befinden, wenn es beispielsweise ein Eckhaus ist. Bei freistehenden Objekten ohne Adresse (zum Beispiel bei Bildstöcken) ist eine Adresse angegeben, die in der Nähe des Objekts liegt. Durch Aufruf des Links Standort wird die Lage des Denkmals in verschiedenen Kartenprojekten angezeigt. Darunter sind die Katastralgemeinde (KG) und, wenn vorhanden, die Konskriptionsnummer (Konskr. Nr.) angegeben.                                                                                                   |
| Offizielle Beschreibung: | Es ist die Kurzbeschreibung auf Slowakisch, wie sie in den offiziellen Listen angegeben ist, eingetragen. |
| Beschreibung:            | Kurze Angaben zum Denkmal auf Deutsch. |
| Metadaten:               | Zusätzlich werden, wenn in den persönlichen Einstellungen das Helferlein Dauerhaftes Einblenden von Metadaten aktiviert ist, ebensolche angezeigt. |

- Karte mit allen Koordinaten:
- OSM |
- WikiMap